# 秋山優
秋山 優（あきやま ゆう、1986年10月10日 - ）は、日本の元タレント。
埼玉県熊谷市出身。A-teamに所属していた。

## 出演作品

### テレビ
- 明石家さんちゃんねる（2007年 - 、TBS）
- みんなのウマ倶楽部（2008年 - 、フジテレビ）
- 新春!芸能人 爆笑ボウリング大会（2008年 - 、TBS）
- マルコポロリ（2008年 - 、KTV）
- ラジかるッ（2008年7月24日、日本テレビ）
- 生まれる。 第1話（2011年4月22日、TBS）

### 雑誌
- Bejean
- フライデー
- BestGear
- ヤングガンガン
- HIP&LIP
- 週刊プレイボーイ
- Up to Boy
- ヤングキング
- BOMB
- スコラ
- アサヒ芸能
- パシャ!
- 週刊実話
- ヤングジャンプ
- ヤングチャンピオン
- 漫画アクション

### DVD
- 優等生（2007年12月、リバプール）
- kiss you（2008年4月、竹書房）
- 希望のゆうひ（2008年6月、リバプール）
- 日テレジェニック 2008 秋山優（2008年9月、VAP）

### 写真集
- PAS DE DEUX（2008年2月、彩文館出版） ISBN 978-4775602881

### 映画
- 秘密潜入捜査官 ワイルドキャッツ in ストリップ ロワイアル（2008年6月、東映ビデオ） - 孔雀 役

### Vシネマ
- セーラー忍者（2008年6月、ZENピクチャーズ）